# PostgreSQL
PostgreSQL is een vrije relationele databaseserver, uitgegeven onder de PostgreSQL licence, gelijkwaardig aan de flexibele BSD-licentie. Het biedt een alternatief voor zowel opensource-databasemanagementsystemen, zoals MariaDB en Firebird, als voor propriëtaire systemen, zoals Oracle, Oracle MySQL, DB2 en Microsoft SQL Server. PostgreSQL wordt niet beheerd of gecontroleerd door één enkel bedrijf, maar steunt op een wereldwijde gemeenschap van ontwikkelaars en bedrijven. De lijst van medewerkers, van voltijds-ontwikkelaars tot ad-hoc-testers, is al jarenlang ongeveer 300-400 namen lang. 
PostgreSQL wordt officieel uitgesproken als "post-gress-Q-L" (poost-kress-kjoe-el), maar veel gebruikers korten het af tot "postgres".

## Geschiedenis
PostgreSQL is afgeleid van Postgres, dat weer afstamt van Ingres; beide projecten werden geleid door Michael Stonebraker. Het Postgres-project liep van 1986 tot 1993, waarna het in 1994 onder de naam Postgres95 voortgezet werd door twee studenten, 
Andrew Yu and Jolly Chen. Zij vervingen de zoektaal POSTQUEL door SQL. In 1996 werd het project hernoemd naar PostgreSQL.

## Versies
De huidige versie is 17.6, uitgebracht op 14 augustus 2025.
De volgende versies worden onderhouden als legacyversie:
- 16.10
- 15.14
- 14.19
- 13.22

Versies 12 (12.22) en lager worden niet meer onderhouden.

## PostGIS
Postgis is een open source spatial database-extensie voor PostgreSQL-databases. Het voegt support toe voor geografische objecten waarmee locatie-query’s gedaan kunnen worden in SQL zoals distance, area, union, intersection. Het voegt ook speciale geometry data types en ruimtelijke indexen toe aan de database. De laatste release-versie is beschikbaar als een optionele add-on in de PostgreSQL-installatie-packages.
De ontwikkeling van PostGIS is gestart in 2001 als een experiment van Refractions Research. Versie 1 kwam uit in 2005. PostGIS wordt nu uitgegeven met een GNU General Public License (GPLv2 of later). PostGIS wordt onderhouden en ontwikkeld door een groep van bijdragers geleid door een Project Stuurgroep.

## Techniek
Postgres was van oorsprong een onderzoeksobject, en de huidige databaseserver heeft daardoor nog altijd functionaliteiten die niet door alle databaseservers worden gedeeld.
Een gebruiker kan in PostgreSQL zelf gegevenstypes definiëren en procedures in verschillende talen toevoegen. De talen waarin procedures kunnen worden geschreven zijn onder andere: PL/SQL, PL/pgSQL, PL/Tcl, PL/Perl, en PL/Python (PL=Procedural Language; zie verder "Server Programming" in de officiële documentatie).  PL/pgSQL is enigszins verwant aan Oracles PL/SQL. PostgreSQL was een van de eerste databaseservers met MVCC, een systeem waarbij gegevens bij toegang niet vergrendeld (gelockt) worden maar een tijdstip krijgen opgestempeld.